# Собор Спаса Нерукотворного Образа (Елабуга)
Собо́р Спа́са Нерукотво́рного Образа (Спасский собор, тат. Коткаручының кеше кулы белән ясалмаган төсе исеменә баш җәмигъ, Qotqaruçınıñ keşqulı belän yasalmağan töse isemenä baş cämiğ) — православный храм в городе Елабуге. Построен в 1808—1816 годах. Это самый большой православный храм Елабуги, являющийся архитектурным символом города. Входит в состав Елабужского благочиния Набережночелнинской епархии Русской православной церкви. Имеет три престола: Спаса Нерукотворного образа, иконы Божией Матери «Всех скорбящих Радость» и архангела Михаила.

## Территориальное расположение

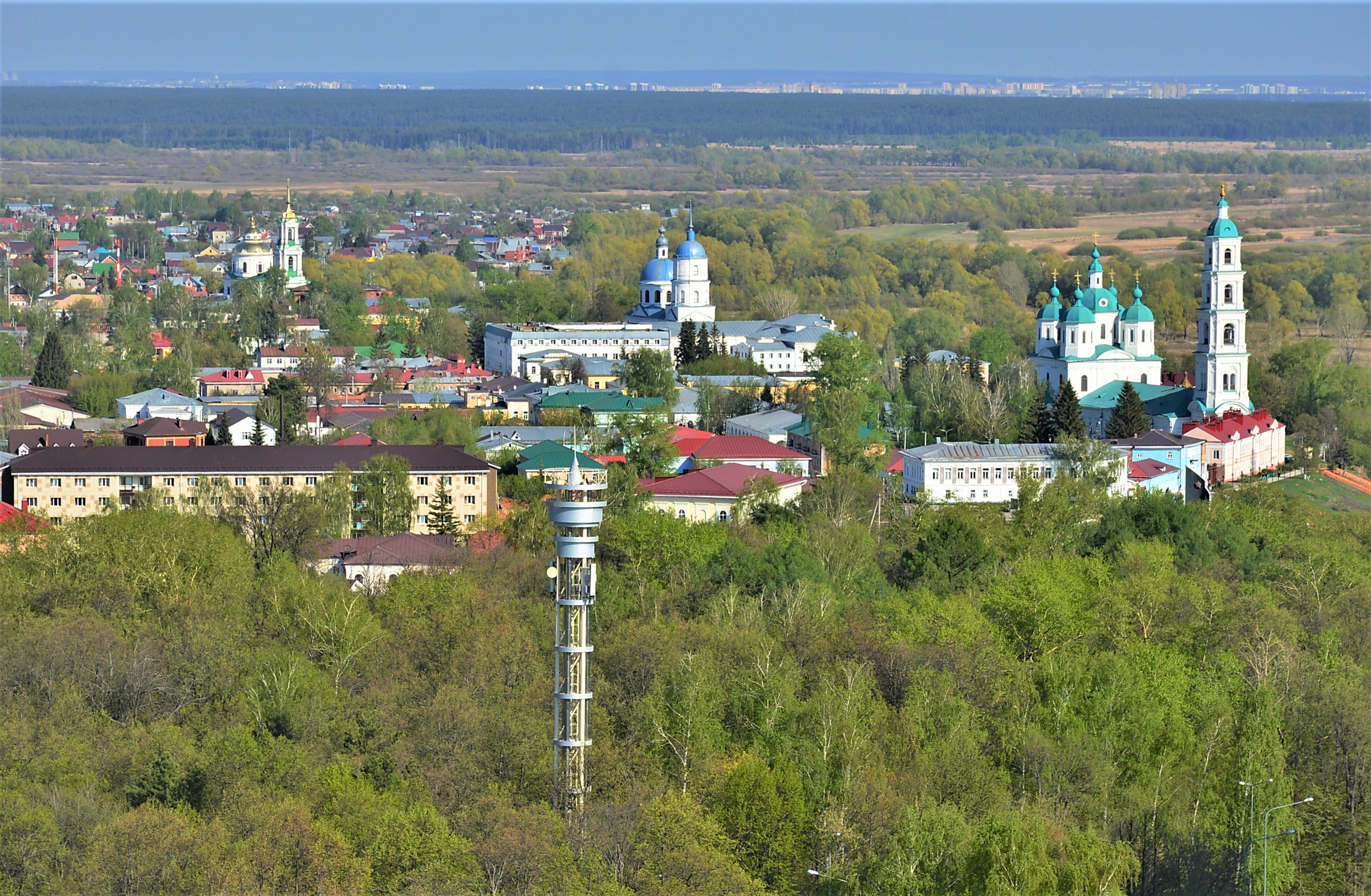
Вид на три исторических храма Елабуги: Спасский собор (справа), церковь Николая Чудотворца (в центре) и Покровский собор (слева на заднем плане)

Собор во имя Спаса Нерукотворного образа расположен в исторической части Елабуги, возвышаясь на краю надпойменной террасы, вдоль которого проходит Набережная улица. С момента появления он стал архитектурной доминантой Соборной (Спасской) площади — главной площади дореволюционной Елабуги, возникшей в ходе реализации регулярного плана города 1784 года и выполнявшей торговые функции (до 1895 года на этой площади проводилась елабужская Спасская ярмарка).
В настоящее время здание собора находится в границах территории Елабужского государственного историко-архитектурного и художественного музея-заповедника (ЕГМЗ).

## Архитектура
Нынешний архитектурный вид Спасский собор обрёл после проведённой в 1855—1864 годах перестройки, в результате которой он был существенно расширен. Выстроенный в стиле русского классицизма с элементами ранней эклектики или, согласно другому определению, провинциального русского классицизма, этот собор является одним из ярких церковных образцов данного архитектурного направления в Татарстане.
Здание собора построено из красного кирпича, оштукатурено и побелено. Оно представляет собой трёхчастное строение, состоящее из пятикупольного храма, высокой пятиярусной колокольни, соединённых между собой длинной одноэтажной трапезной с пристройкой.
Главная часть собора — двухъярусный четырёхстолпный храм, увенчанный пятью куполами, стоящими на восьмигранных световых барабанах. На более высоком центральном куполе стоит ещё один восьмигранный световой барабан меньшего размера, также увенчанный собственным куполом. С внешней стороны двухъярусный четверик храма украшен пилястрами с капителями тосканского (на первом ярусе) и ионического (на втором ярусе) ордеров, а также вытянутыми арочными окнами. С северной и южной сторон четверика расположены порталы с четырьмя колоннами, поддерживающими крышу с треугольным фронтоном. С восточной стороны к четверику примыкает трёхчастная апсида с вытянутыми арочными окнами по фасаду, перекрытая полукуполом; над апсидой возвышается восьмигранный глухой барабан, увенчанный куполом в форме луковицы.
С западной стороны к четверику храма пристроена длинная одноэтажная трапезная, крытая двускатной крышей. Изнутри её конструкцию поддерживают два ряда мощных четырёхугольных в сечении колонн — по три с каждой стороны, разделяющих внутреннее пространство на три нефа со сводчатыми потолками. Вдоль продольных стен трапезной расположены ряды арочных окон, с внешней стороны эти стены содержат элементы фасадных украшений в стиле классицизма. К западу от трапезной расположена пристройка, появившаяся в 1864 году, в которой были устроены помещения для духовного правления; пристройка соединяет трапезную с колокольней.
Наиболее ярким архитектурным элементом собора является его пятиярусная колокольня, возвышающаяся над исторической частью Елабуги. Её высота — 57 м (согласно обмерам 1963 года — 56,6 м). Однако в ряде публикаций встречаются другие (ошибочные) показатели высоты колокольни — 70 м и 72 м (в последнем случае утверждается, что эта колокольня — самая высокая в «Волго-Вятском регионе»). С западной стороны колокольни расположен портик с треугольным фронтоном, поддерживаемым двумя колоннами с капителями тосканского ордера. Сама колокольня с внешних сторон украшена пилястрами с капителями тосканского и ионического ордеров. На третьем ярусе колокольни установлены колокола.
Восточная часть собора обнесена каменной оградой с металлической решёткой, установленной на невысоких круглых в сечении колоннах. Её построили в 1840-е годы. С северной стороны ограды расположены ворота в виде триумфальной арки, обрамлённой колоннами тосканского ордера.

## История

### Предшественники собора
Предшественником Спасского собора считается одноимённая деревянная церковь, построенная перед 1648 годом (впервые упоминается в Писцовой книге Казанского уезда 1647—1656 годов как церковь Спаса Нерукотворного образа «дворцового Тресвятцкого села»). В ней находилась одноимённая икона, появление которой православная традиция, основанная на местных преданиях, относит к первой половине XVII века. Одним из первых датировал данную икону периодом «не позже половины XVII столетия» в своей «Истории города Елабуги» Иван Васильевич Шишкин (1792—1872) — отец художника Ивана Шишкина. Возможно, в своём утверждении о времени появления иконы Спаса Нерукотворного образа он опирался на изыскания священника елабужского Спасского собора Петра Кулыгинского (1798—1855), рукописи которого использовались И. В. Шишкиным при написании им «Истории города Елабуги». В то же время существует также версия о более позднем появлении данной иконы, датирующая её серединой XVIII века.
Спасская церковь была небольшой и холодной (неотапливаемой). В последней четверти XVII века к ней была пристроена также небольшая, но тёплая каменная церковь во имя Казанской Божией Матери, освящённая в 1684 году. В 1714 году была освящена каменная Спасская церковь, построенная на месте прежней деревянной.

### Строительство и перестройка собора в XIX веке

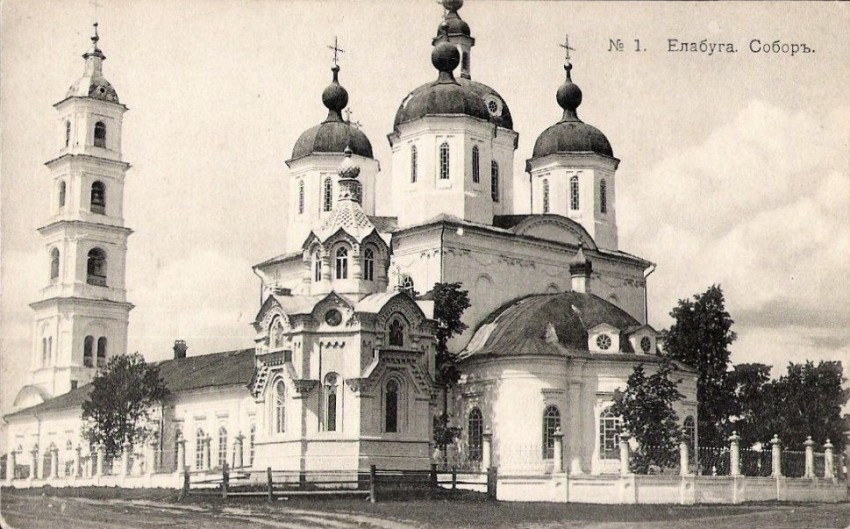
Вид на часовню святого Александра Невского и Собор Спаса Нерукотворного образа, 1913 год

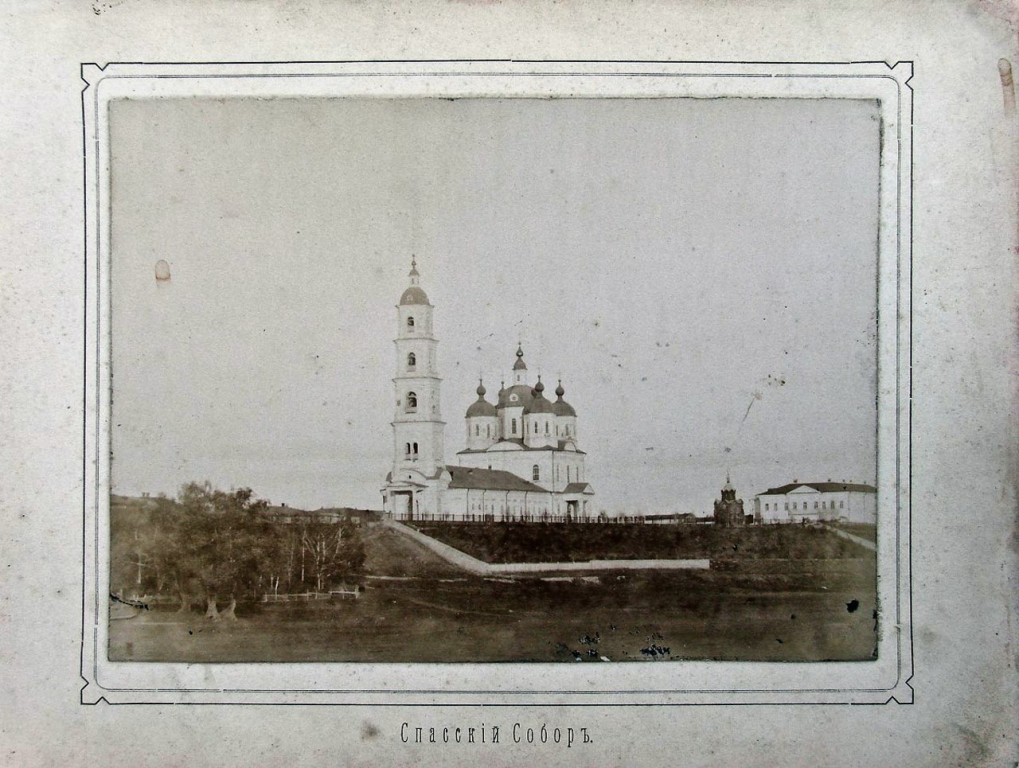
Вид на Собор Спаса Нерукотворного образа со стороны реки Тойма,
конец XIX — начало XX века

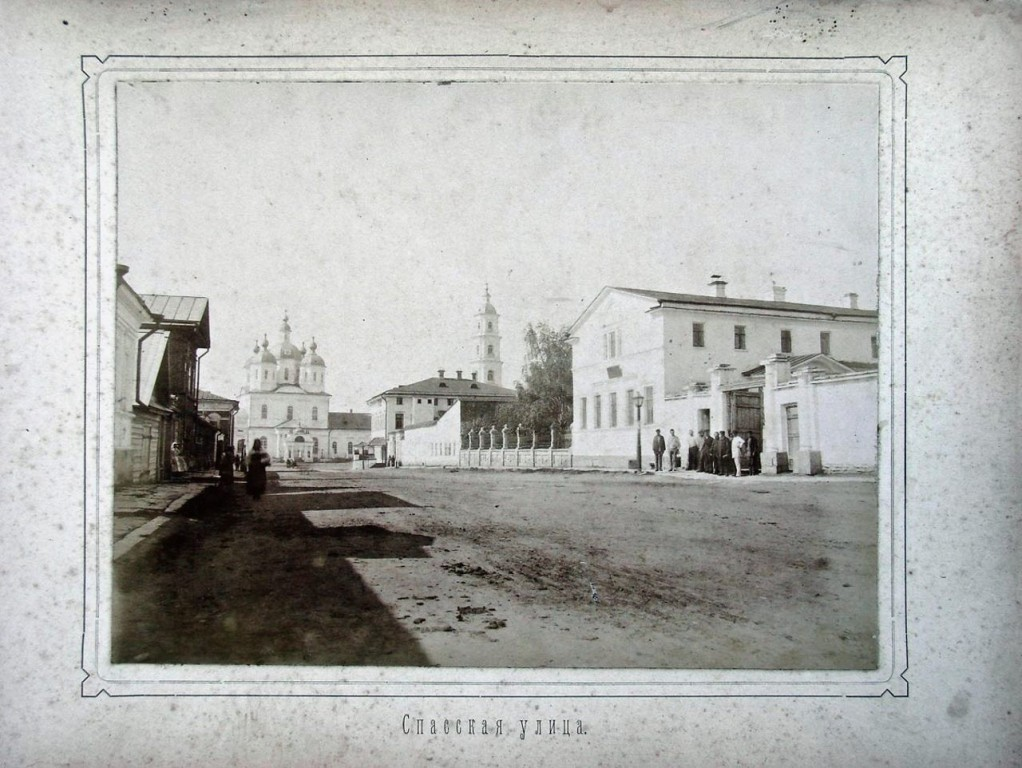
Вид на Собор Спаса Нерукотворного образа со стороны улицы Спасской,
конец XIX — начало XX века

В 1808—1816 годах рядом со Спасской и Казанской церквями был построен большой собор во имя Спаса Нерукотворного образа с тремя приделами. После этого оба старых храма по причине их малой вместимости были в 1820 году разобраны. На их месте в 1876—1878 годах была возведена каменная часовня святого Александра Невского.
Строительство Спасского собора велось за казённый счёт при благотворительной поддержке елабужского купечества. В отношении его освящения существуют определённые расхождения. По одной из версий, в 1811 году были освящены два соборных придела — Казанской Божией Матери и Михаила Архангела, в 1816 году — главный престол, а в целом Спасский собор о трёх приделах был освящён в 1821 году. По другой версии, главный престол собора был освящён в 1820 году. Однако современник этих событий И. В. Шишкин отмечает, что главный престол был освящён в 1821 году, указывая в дополнение, что чин освящения совершил епископ Вятский и Слободской Амвросий при протоиерее собора Павле Юрьеве.
В первоначальном варианте Спасский собор был меньших размеров, чем ныне существующий, за счёт более короткой трапезной, перекрытой сводами на четырёх столбах (а не на шести, как сейчас); на западную пару столбов трапезной опиралась колокольня, позже разобранная.
В 1835 году вместо прежней колокольни по проекту академика архитектуры Императорской Академии художеств Давида Висконти (1772—1838) построили новую — сильно отнесённую к западу от трапезной и соединённую с ней длинной сводчатой галереей. Эта колокольня была четырёхъярусной: нижний ярус имел классический портал наподобие тех, что находятся с двух сторон четверика храма; на двух следующих ярусах размещались колокола; верхним ярусом служил глухой барабан с башенными часами, увенчанный высоким массивным шпилем.
В 1855 году началась перестройка Спасского собора, завершившаяся в 1864 году, по итогам которой храм обрёл современный вид. В ряде публикаций утверждается, что перестройку спровоцировал масштабный пожар в Елабуге 1850 года, который нанёс ущерб и собору. Однако современник этих событий И. В. Шишкин, описывая в «Истории города Елабуги» этот пожар, который «истребил в лучшей части города до 500 домов», нигде не упоминает о том, что от него также пострадал и Спасский собор. Более того, в своих воспоминаниях он прямо заявляет, что «правая сторона Покровской улицы и вся набережная, равно и все церкви, не подверглись пожару», а именно в этой зоне находится Спасский собор.
В ходе перестройки собора в 1855—1864 годах полностью переделали сводчатую галерею между колокольней и трапезной. Сначала в ней устроили помещения для духовного правления и закрытую паперть, разделённую поперечными сенями. Но в 1864 году в ходе второй серии перестройки (авторы проекта — вятский губернский архитектор А. Ф. Глазырин и епархиальный архитектор Э. В. Гарман) за счёт части галереи увеличили трапезную ещё на два столба (всего их стало шесть), а оставшуюся часть расширили до объёмов трапезной, подведя под общую крышу и устроив в ней продольный сводчатый коридор с дополнительными помещениями. Также перестроили колокольню, увеличив её высоту до пяти ярусов, попутно добавив элементы ранней эклектики (венецианские оконные проёмы на втором ярусе). По итогам перестройки собор остался трёхпрестольным, но один из прежних приделов — Казанской Божией Матери — был освящён как придел иконы Божией Матери «Всех скорбящих Радость».

### Интерьеры, иконы, церковная утварь собора в XIX — начале XX века
И. В. Шишкин, описывая интерьеры Спасского собора после 1864 года, отмечает его богатое убранство.

Внутренность летняго храма ощекатурена под штук с двумя, лепной работы, карнизами, пилястрами и орнаментами Коринфскаго и Ионическаго ордеров; стены расписаны свящ. изображениями; олтарь овальной фигуры с тремя на верху комнатами для хранения казны, ризницы и библиотеки; ризница — смело скажу — богатая. Иконостас в летнем храме величественной архитектуры, работы резной рококовой; — построен в недавнее время Арзамасским мастером Коринским за 12 тыс. р. с. на соборную сумму. В зимнем двухпридельном храме иконостасы также новые, построены усердием одного гражданина. В олтаре холоднаго храма обращает на себя внимание: напрестольная одежда серебряная с приличною по местам позолотою, работы Рускаго художника Сазикова, пожертвована одним благотворителем. Прочия принадлежности для богослужения: евангелия, дарохранительница, сосуды, кресты — все очень ценныя, и большею частию также пожертвованы гражданами. Особенно драгоценную главную святыню собора составляет чудотворная Икона Нерукотвореннаго образа Спасителя, размер ея в вышину 2 ар. 5 вер. в ширину 1 ар. 13 вер. На эту икону ещё в 1770 году усердием одного жертвователя возложена была риза сребряно-позлащенная весом в 23 фунта; но впоследствии риза эта переложена на список с сего образа, подлинный же украшен новой богатой ризой, о двух венцах, из коих последний, только в торжественные праздники накладывающийся, украшен каменьями и при горящих свещах придает Иконе блестящий вид. Риза эта пожертвована одним гражданином благотворителем. Далее замечательна икона Корсунской Богоматери, — риза на ней того же размера и веса, как и на списке с Иконы Спасителя, и пожертвована также ещё в 1770 году. Очень много есть и других ценных риз, которыя описывать подробно было бы излишне. В заключение заслуживают особеннаго внимания три напрестольные креста, — все они древние, из коих два с частицами мощей, что доказывает надпись на оборотной стороне их. Откуда эти кресты появились и когда? неизвестно.— Шишкин И. В.
Существуют расхождения в отношении авторов росписи интерьеров и иконостаса Спасского собора. По одной версии, в росписи принимали участие академические художники из Санкт-Петербурга: уроженец Перми Василий Петрович Верещагин (1835—1909) и, предположительно, Николай Александрович Бруни (1856—1935). По другой версии, к интерьерной росписи собора причастен не Н. А. Бруни, а Фёдор Антонович Бруни (1799—1875), который, согласно этому утверждению, также приложил руку к оформлению внутреннего и внешнего декора. В то же время, утверждение о причастности В. П. Верещагина к работе в Спасском соборе, а также его брата Петра Верещагина (1834—1886) и Карла Фёдоровича Гуна (1831—1877), может быть поставлено под сомнение, учитывая тот факт, что они были приглашены в 1862 году елабужским городским головой Иваном Ивановичем Стахеевым (1802—1885) только для росписи иконостаса Покровской церкви. Более того, И. В. Шишкин, описывая современное ему состояние елабужских церквей, отмечает, что иконы иконостаса Покровской церкви «писаны известными художниками академиками», но не упоминает их работу в Спасском соборе. В то же время, известно, что иконостас Спасского собора расписывал московский иконописец, выпускник Строгановского училища Иван Афанасьевич Осокин, приехавший в Елабугу в 1850-х годах по приглашению И. В. Шишкина.

### Собор в XX—XXI веках

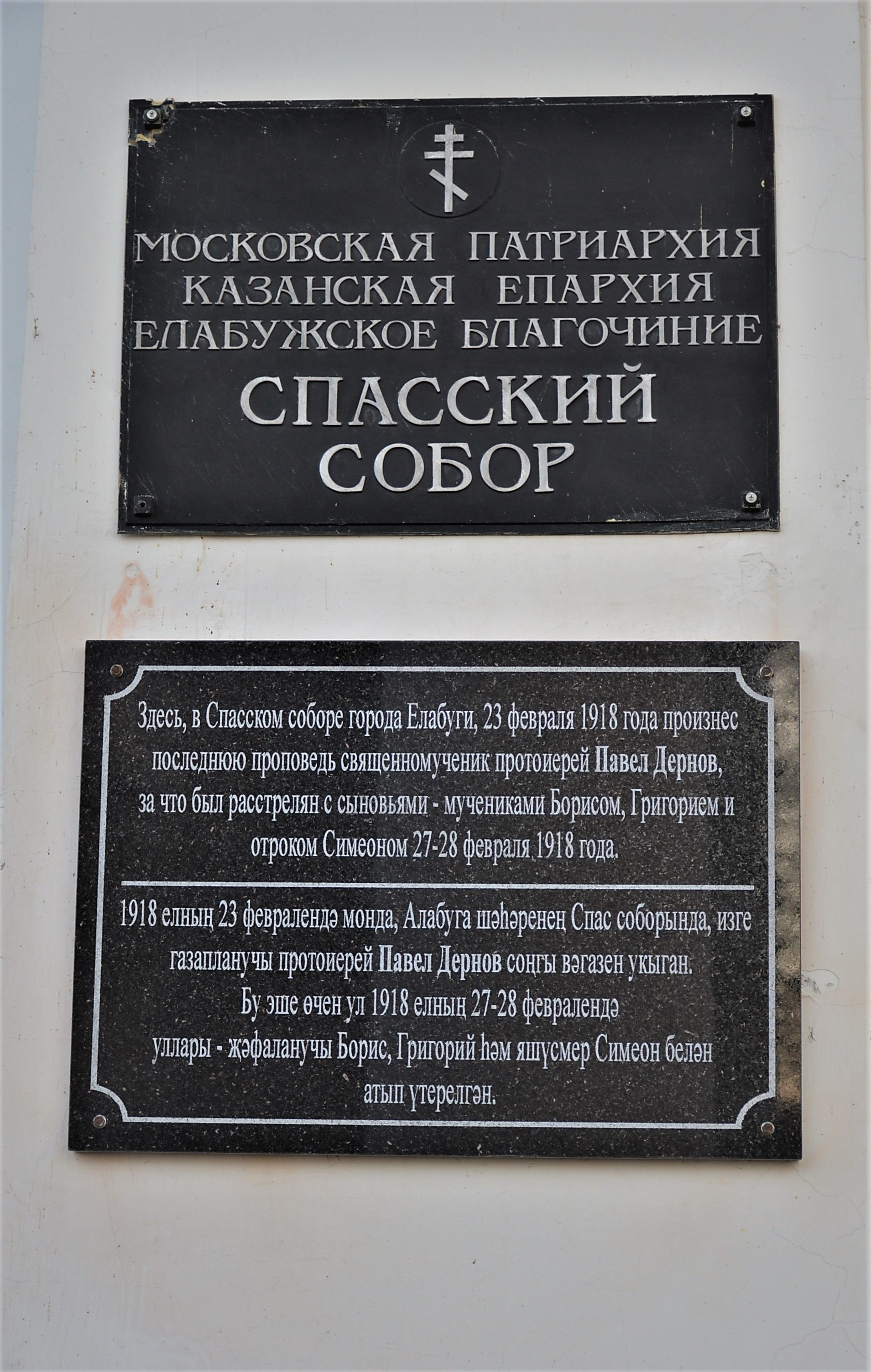
Мемориальная табличка в память настоятеля собора, священномученика протоиерея Павла Дернова, расстрелянного с сыновьями в феврале 1918 года

В 1937 году елабужский Спасский собор был закрыт — в рамках антирелигиозной борьбы Советской власти, и в дальнейшем использовался как склад. Последний крестный ход с иконой Спаса Нерукотворного образа в виду запрета со стороны властей состоялся в 1928 году, но сама икона сохранилась и в настоящее время находится в елабужском Покровском соборе.
После закрытия собора сильно пострадало его убранство, хотя само здание сохранилось: полностью были утрачены алтарь, иконостасы тонкой ручной работы в стиле рококо, частично утрачены фрески, архитектурная отделка коринфского и ионического ордеров, а также напольная керамическая плитка (сохранилась в пятикупольном храме, но почти утрачена в трапезной).
С 1960-х годов стали предприниматься попытки сохранения и реставрации здания собора. Основанием для этого послужило постановление Совета Министров Татарской АССР № 21 от 13 января 1961 года, по которому елабужский Спасский собор получил статус памятника архитектуры регионального значения.
В 1963 году был проведён обмер здания, а в 1970-х — 1980-х годах осуществили реставрационные работы. Их проводили специалисты Татарской специальной научно-реставрационной производственной мастерской (ТатСНРПМ), которые частично отреставрировали фасады, кровлю, восстановили ограду, а также позолотили завершение колокольни.
На основании постановления Кабинета Министров Республики Татарстан № 439 от 28 мая 1997 года Спасский собор был возвращён верующим путём передачи в пользование Православному религиозному объединению Покровской церкви г. Елабуги.
В 2005—2007 годах была осуществлена реставрация наружного облика собора; позже начались внутренние реставрационные работы.
В 2007 году на третьем ярусе соборной колокольни установили 12 колоколов, после чего в рамках ежегодной Спасской ярмарки стал проводиться Всероссийский фестиваль колокольного звона.
7 июня 2021 года настоятелем Спасского собора назначен иеромонах Кирилл (Забавнов). 
29 августа 2021 года в день престольного праздника богослужение совершил правящий архиерей Казанской епархии митрополит Казанский и Татарстанский Кирилл (Наконечный). Служение митрополита стало одним из первых архиерейских богослужении казанских митрополитов в новейшей истории Спасского собора. 
В настоящее время Спасский собор является действующим храмом. Богослужения здесь совершаются ежедневно: утром - с 7:30, вечером - с 16:00. 
При соборе действует Воскресная школа, в которой обучаются более 40 детей.  Приход совершает социальное служение. Еженедельно приход обеспечивает питанием людей, попавших в трудную жизненную ситуацию.  

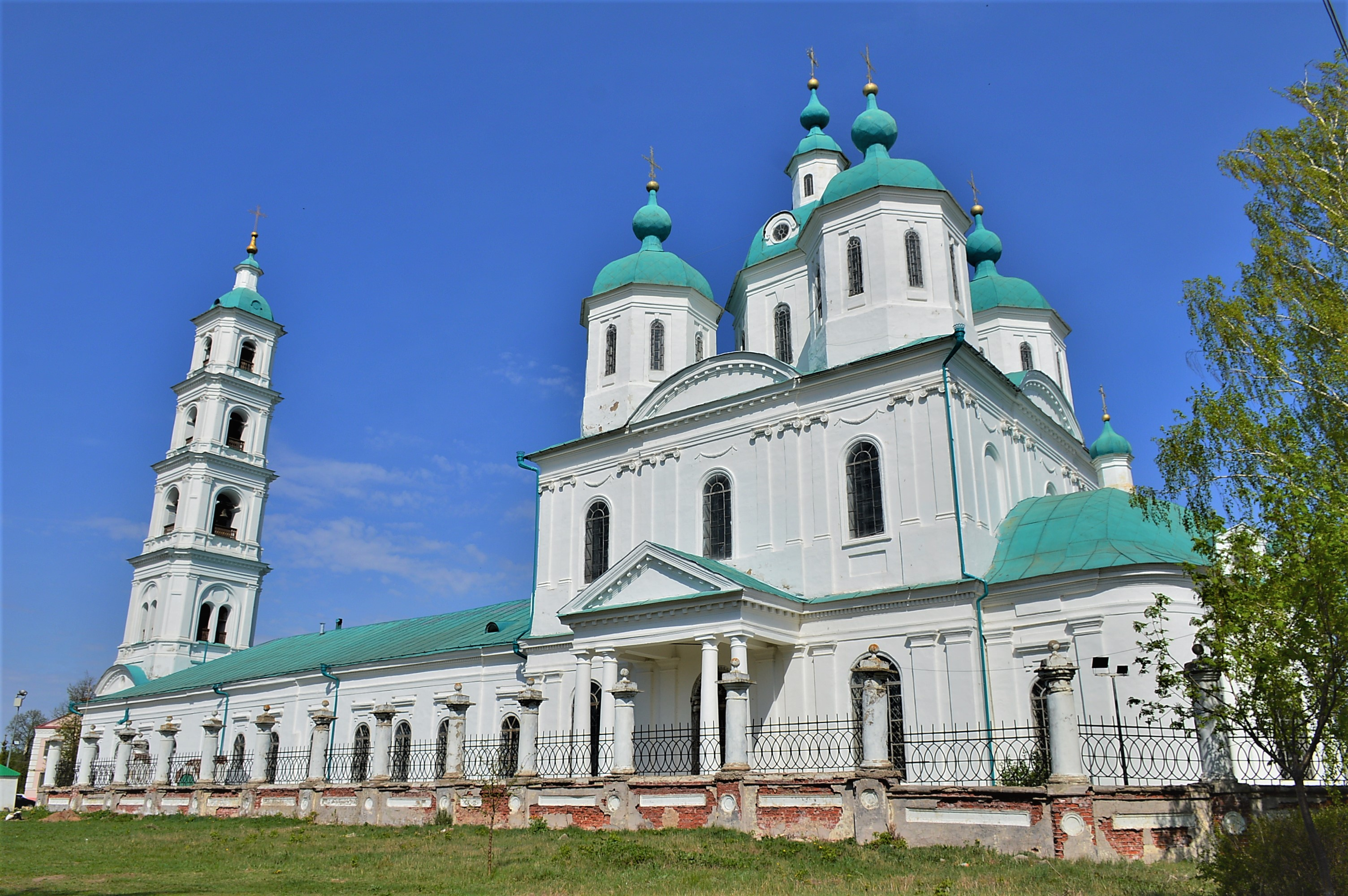
Вид на собор с юго-восточной стороны
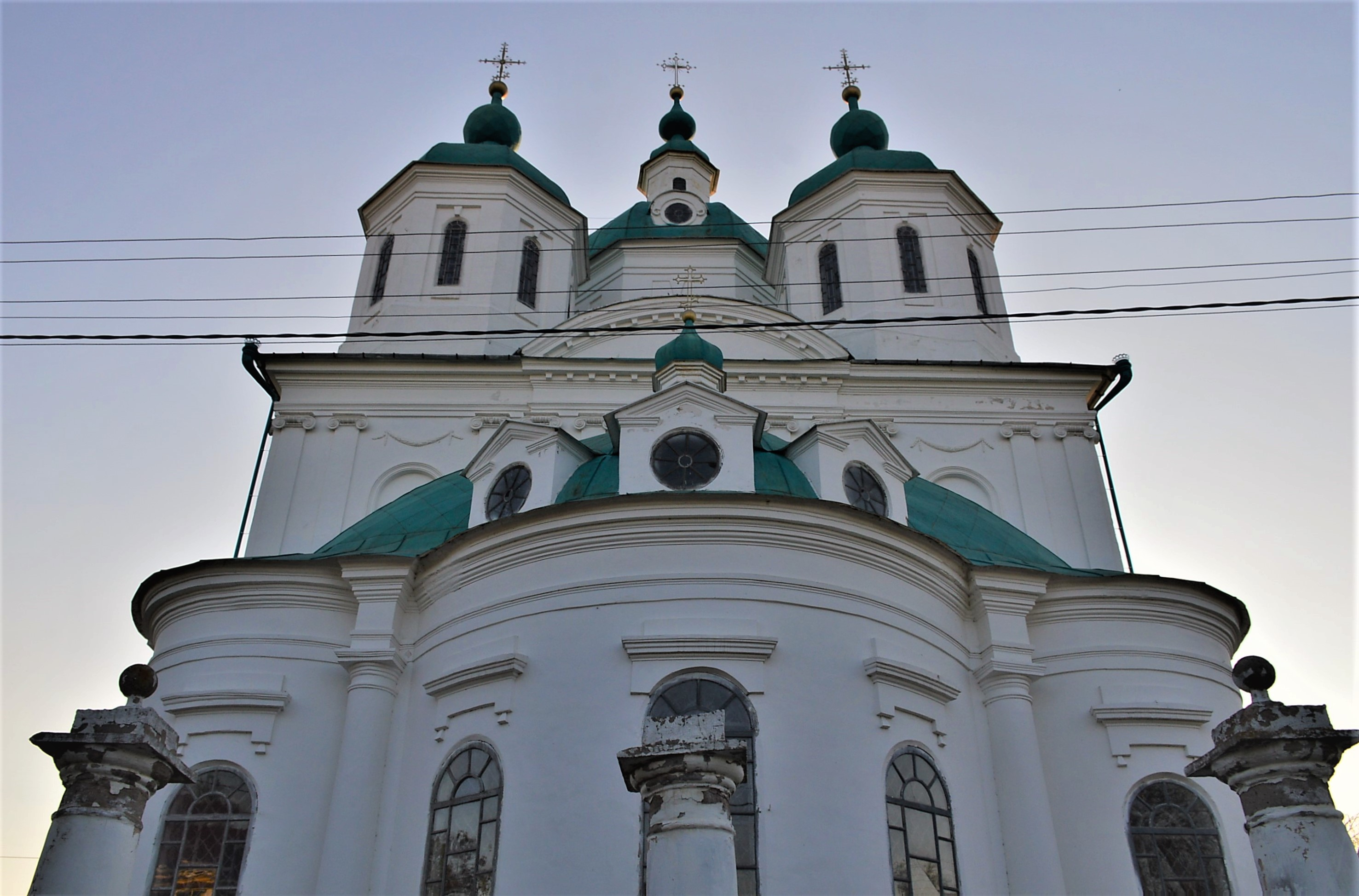
Вид на собор со стороны апсиды
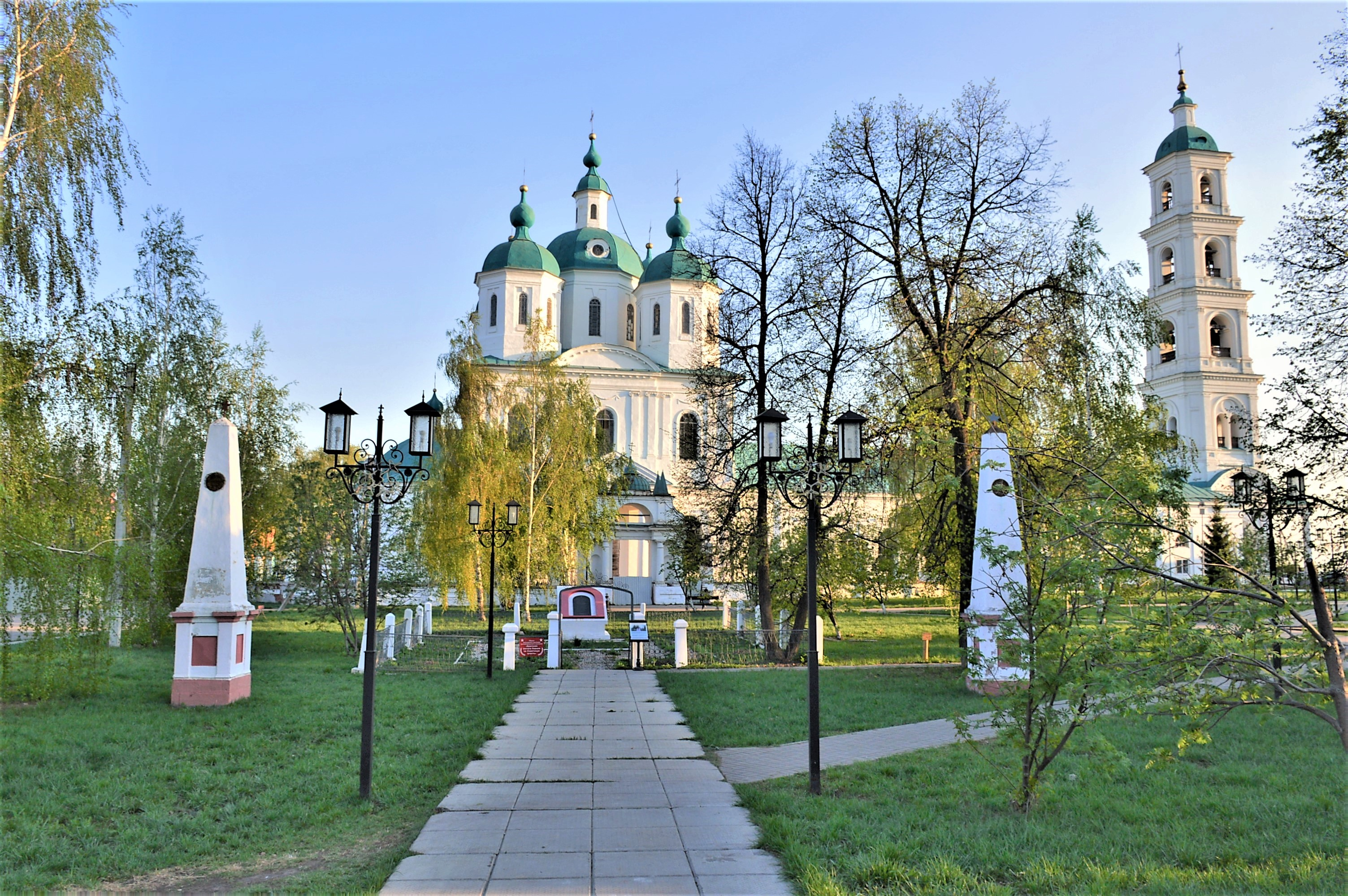
Вид на собор с северной стороны
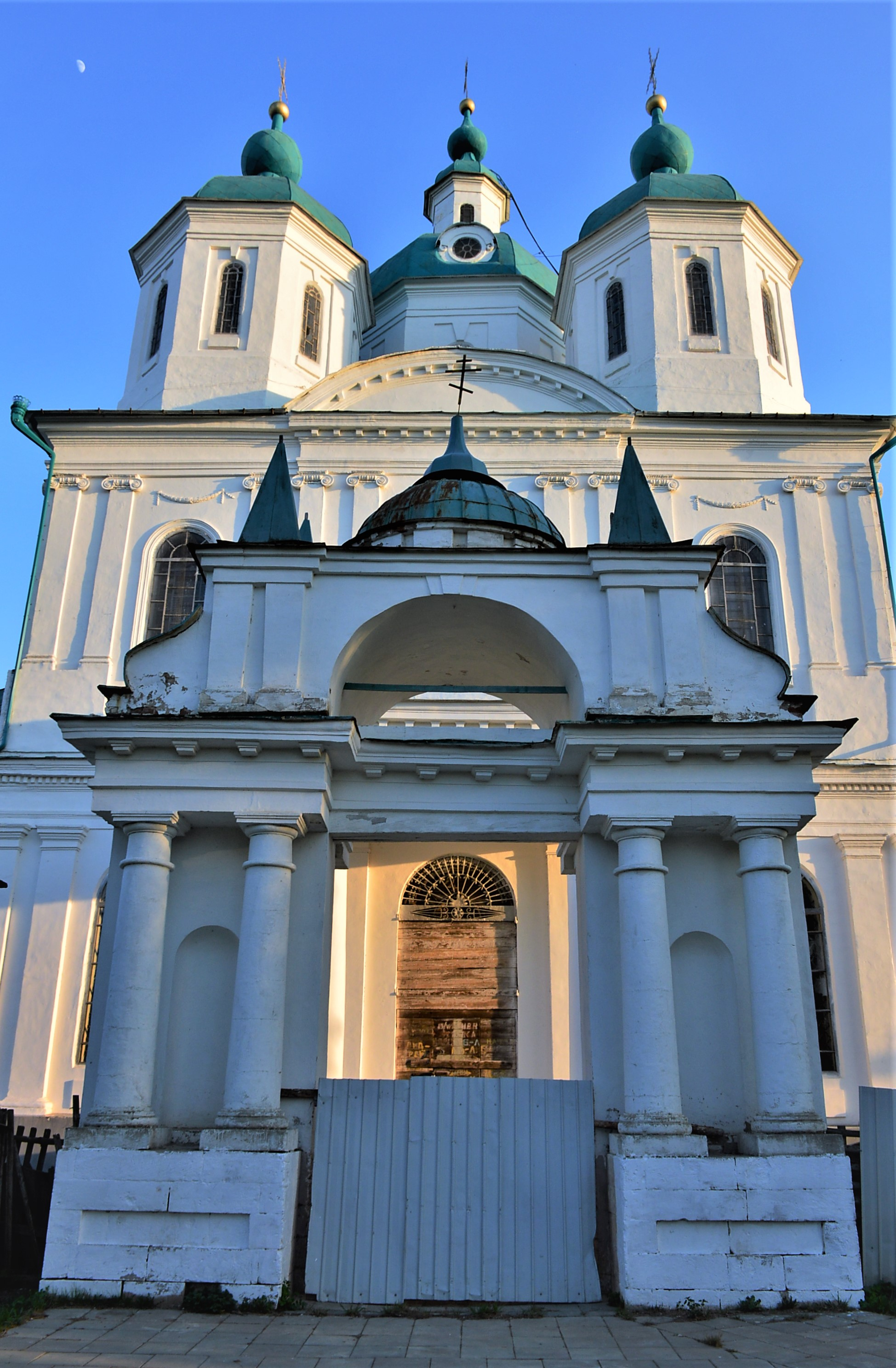
Ворота соборной ограды
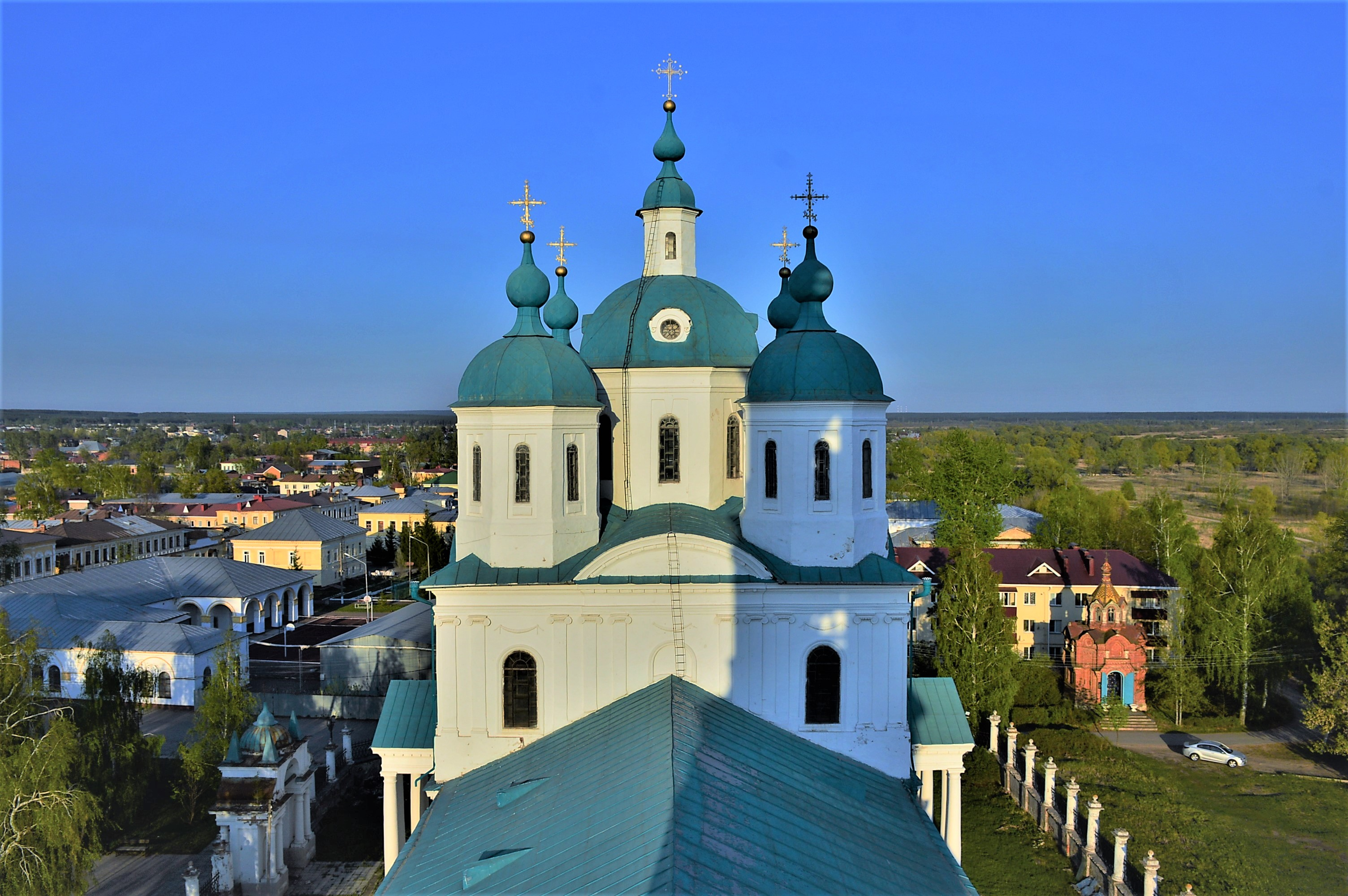
Вид на собор с колокольни

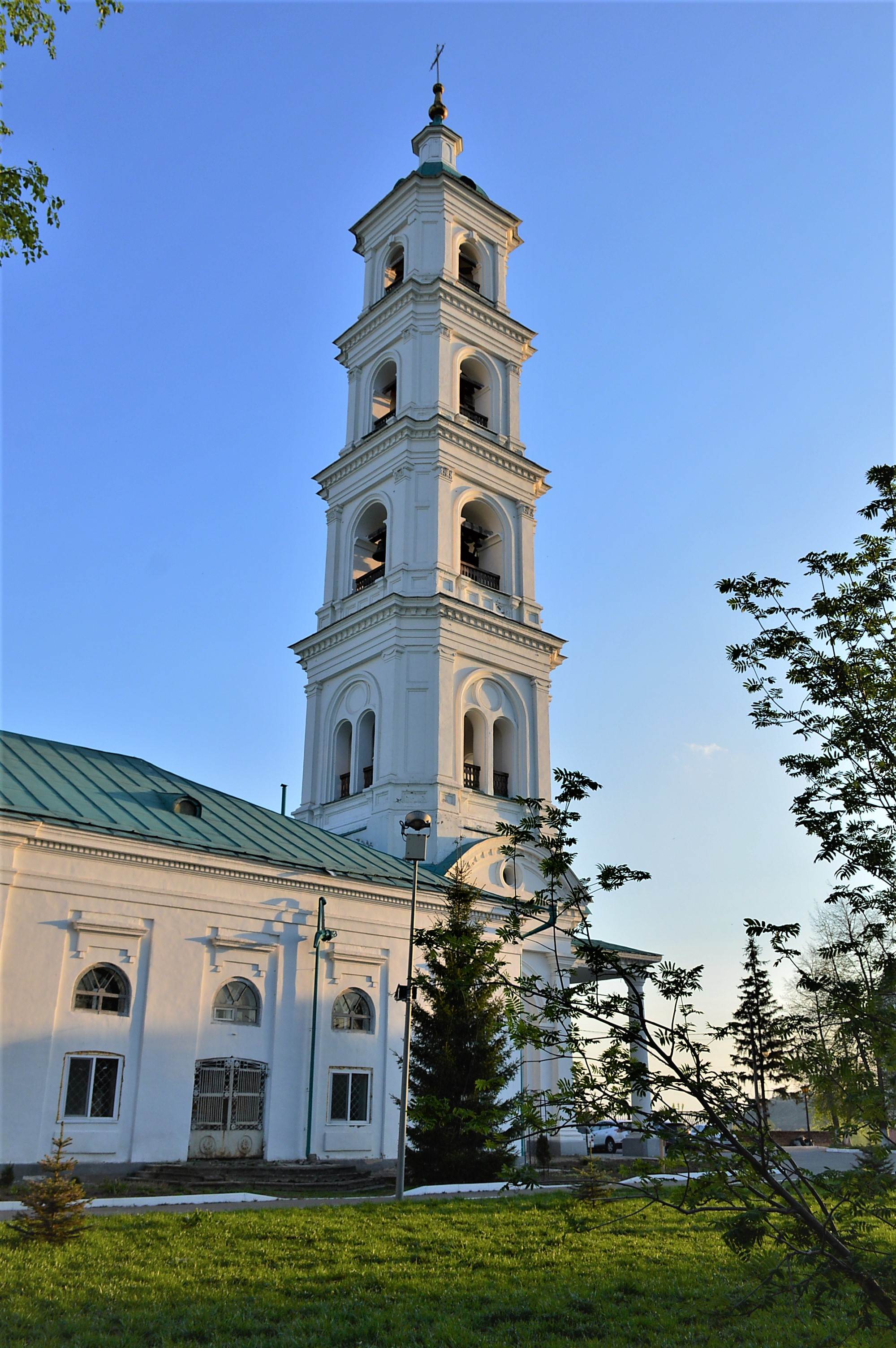
Соборная колокольня
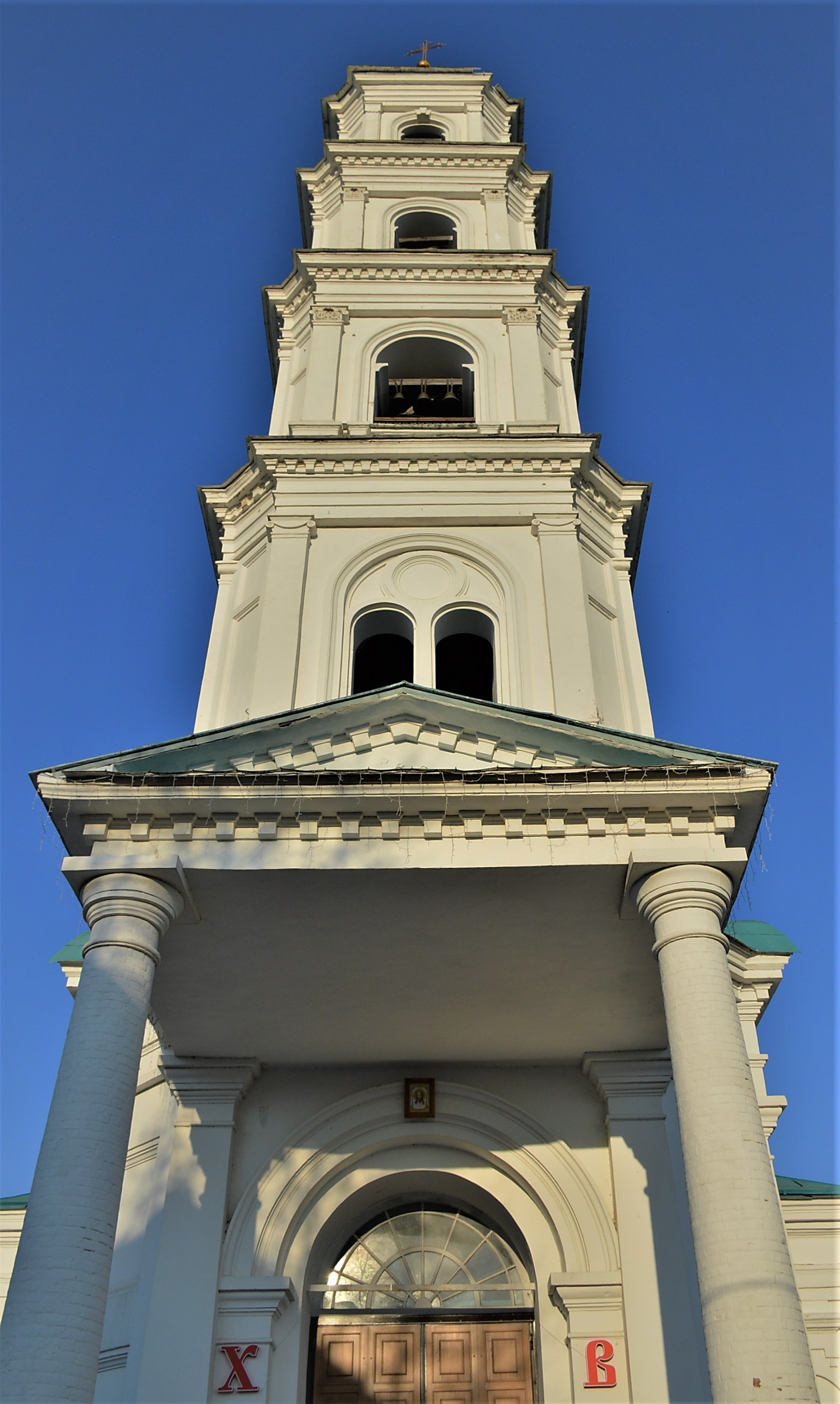
Западный портал и колокольня
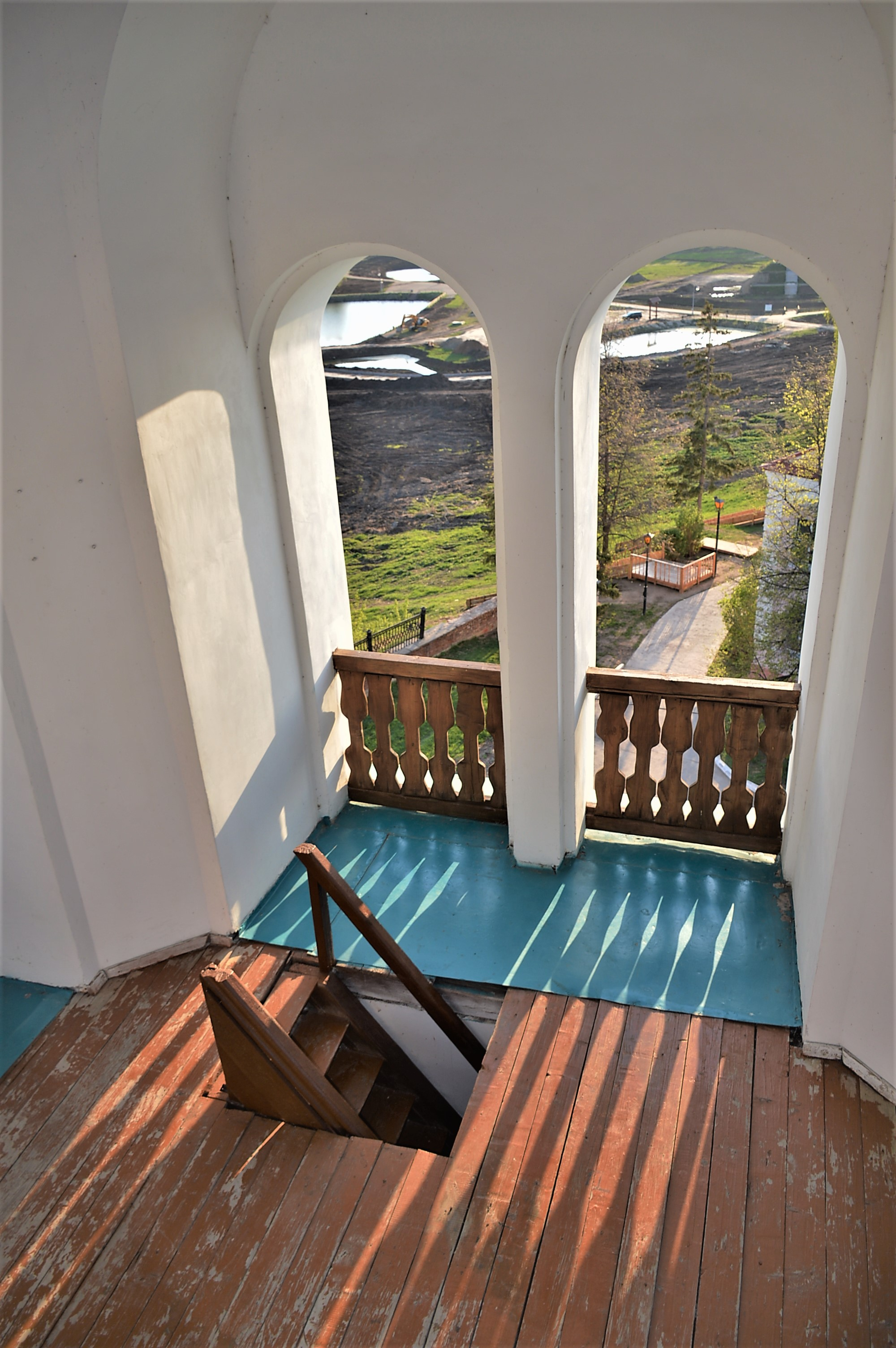
«Венецианское окно» на втором ярусе колокольни
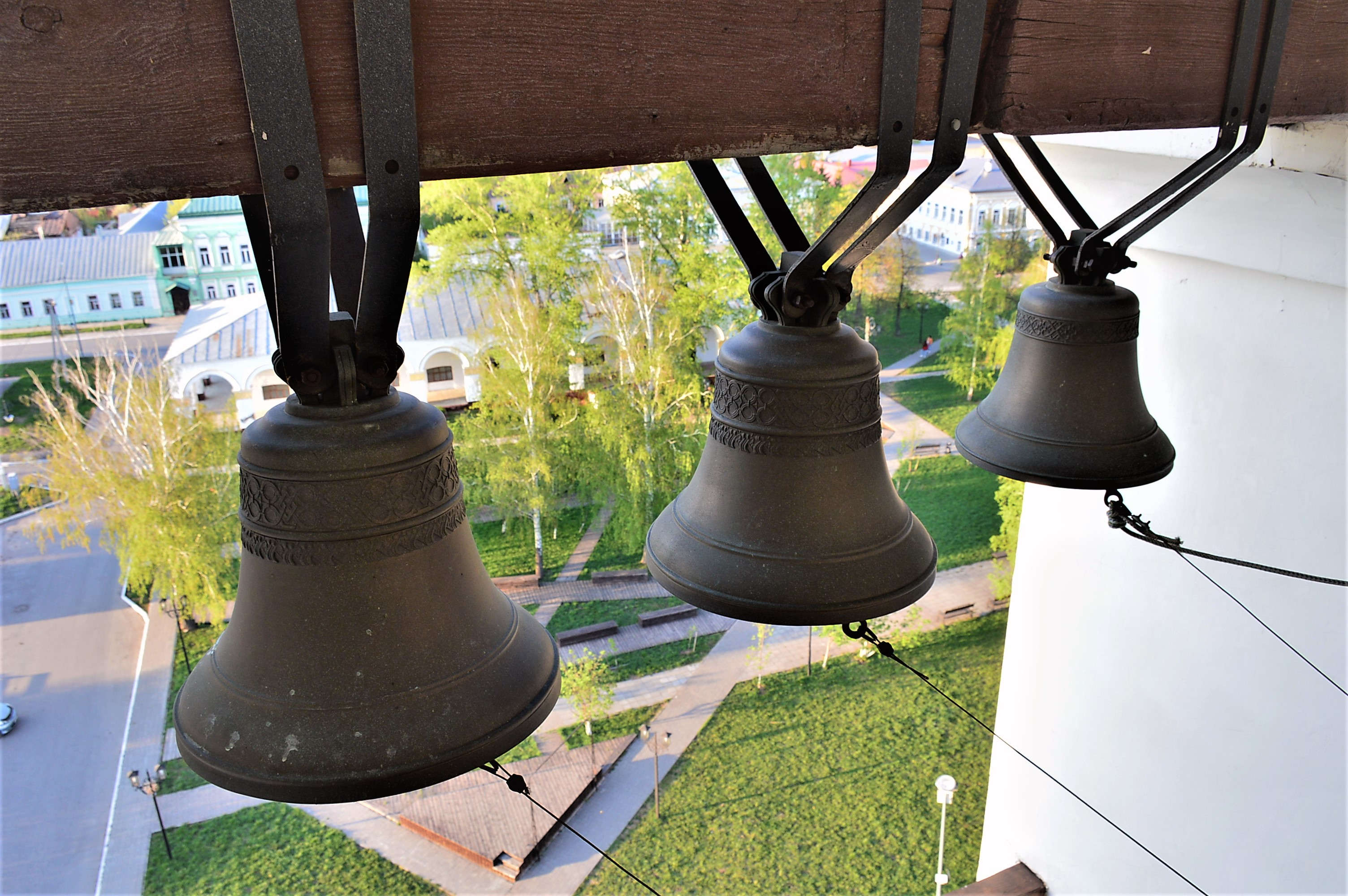
Колокола на соборной колокольне
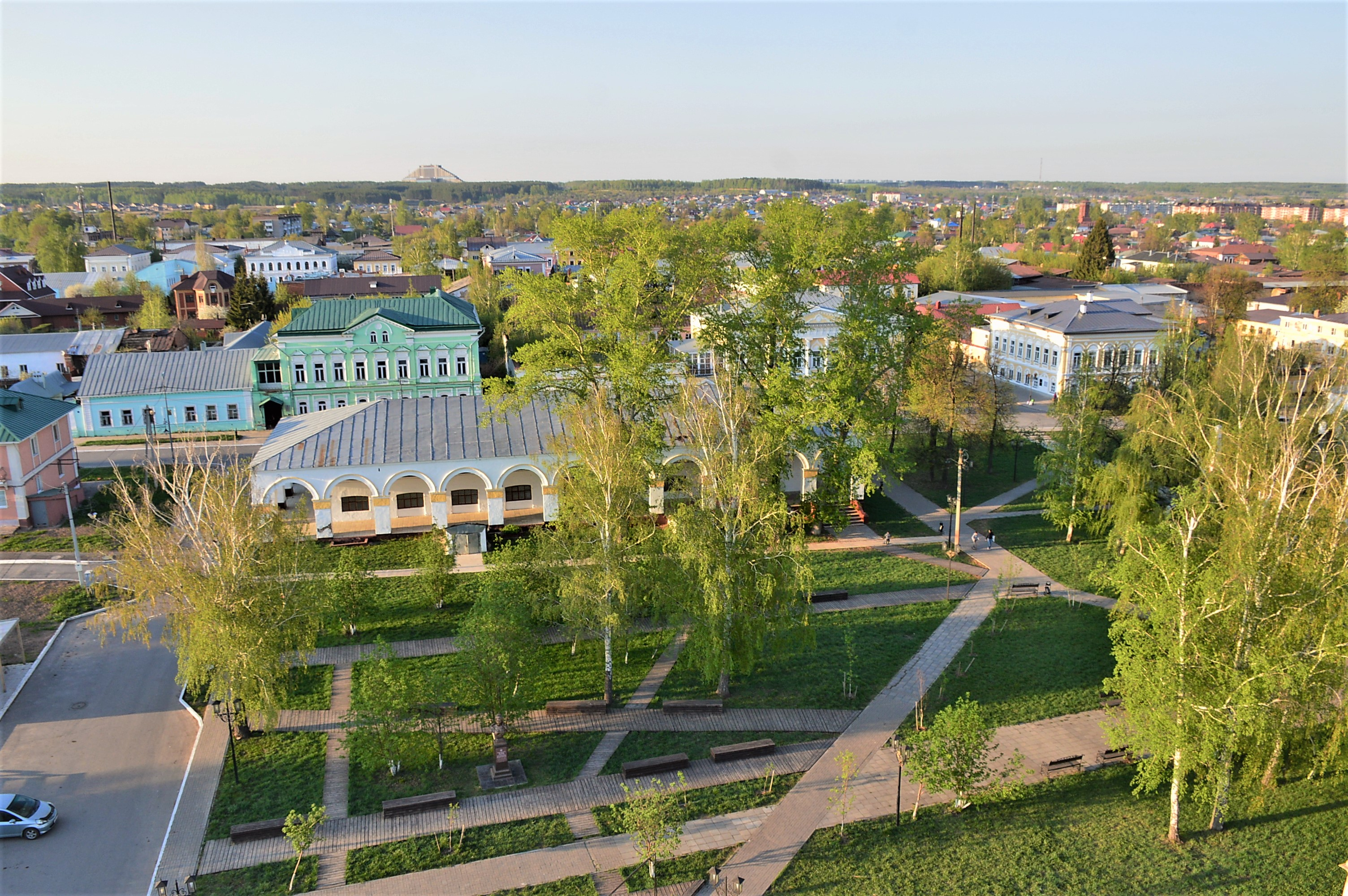
Вид на Соборную площадь с колокольни
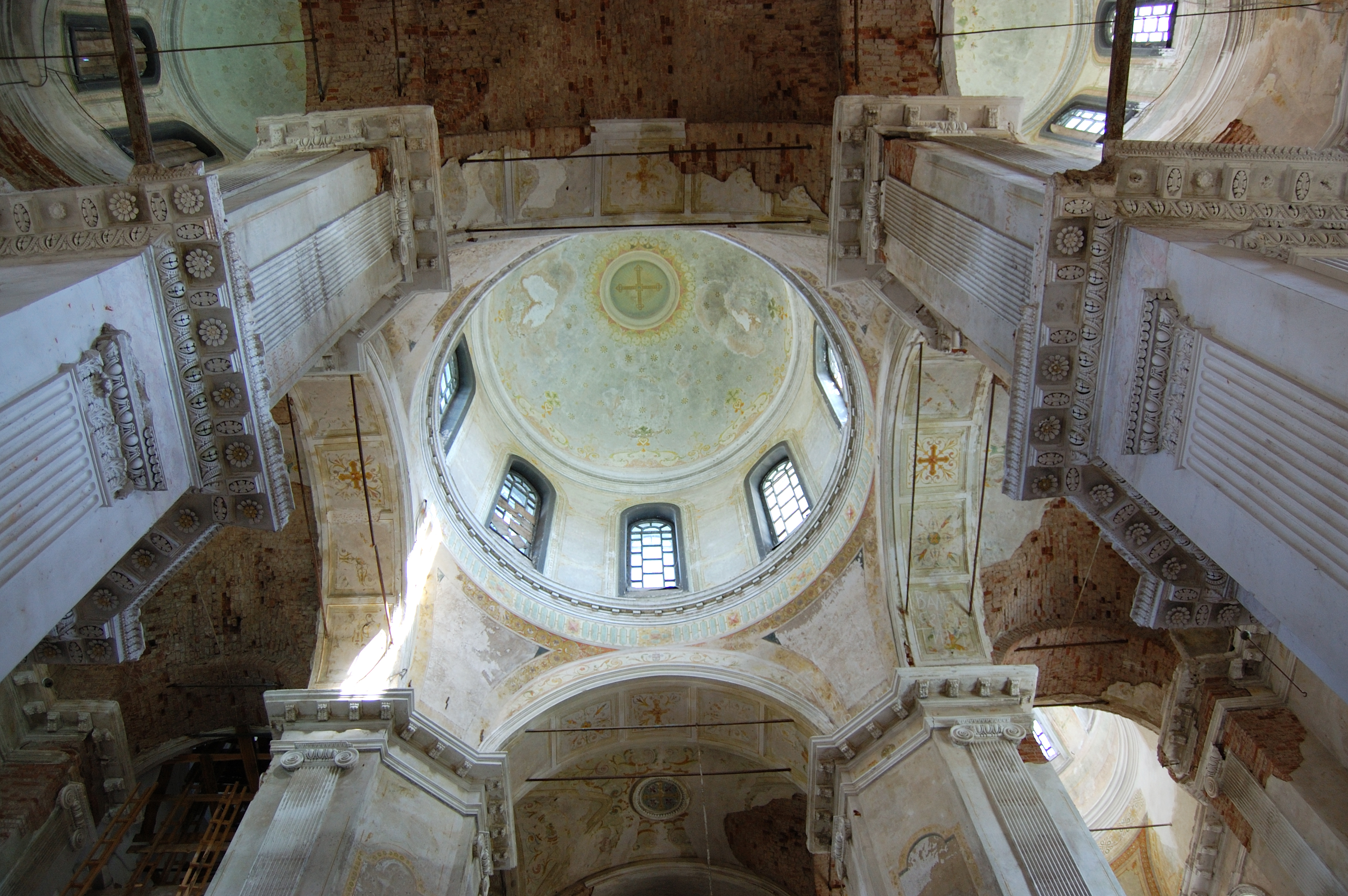
Интерьер пятикупольного храма
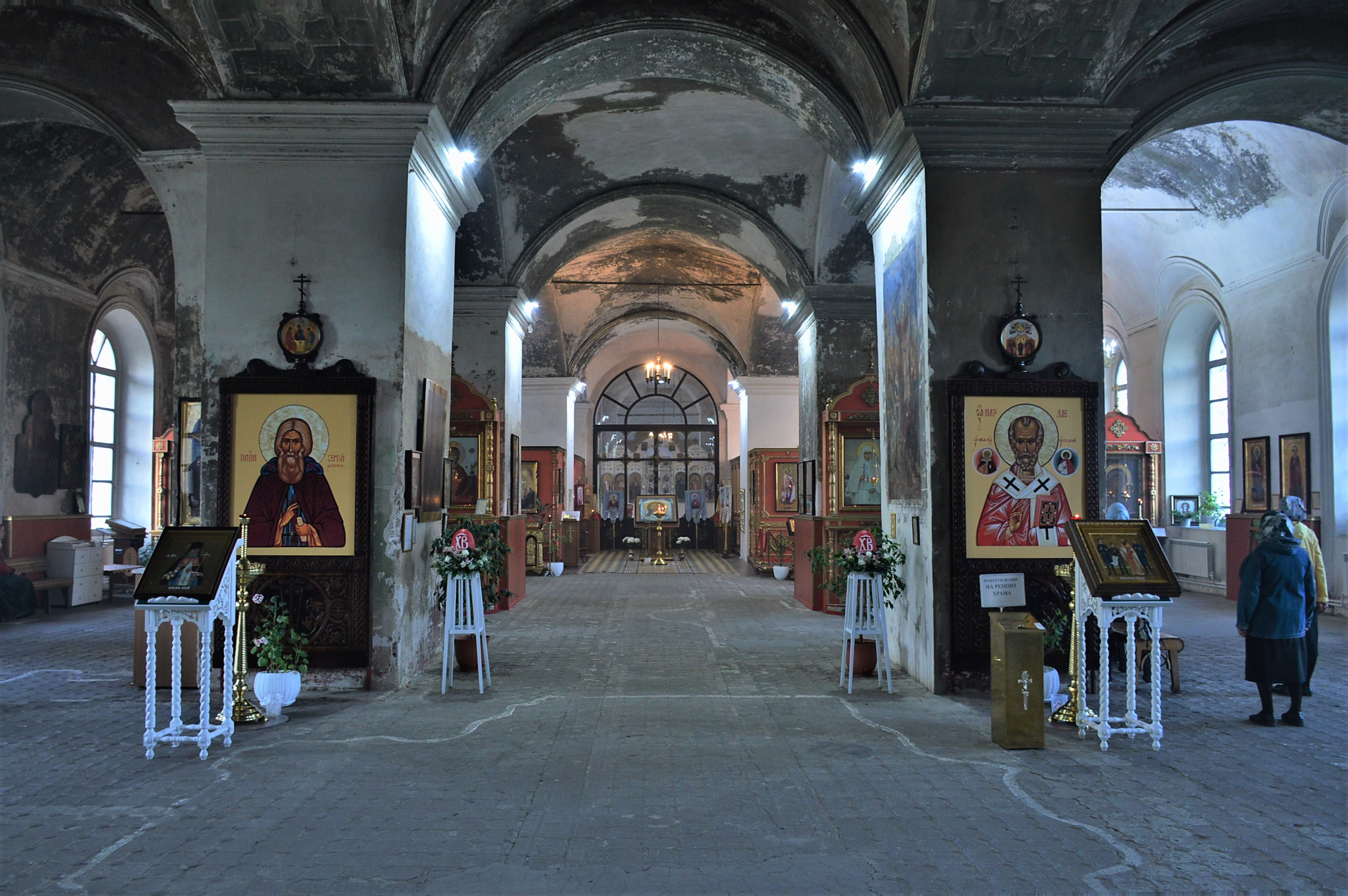
Интерьер трапезной

## Настоятели собора
Одним из первых настоятелей Спасского собора был выпускник Казанской духовной семинарии протоиерей Павел Юрьев (1770—1820-е), о котором упоминает И. В. Шишкин, повествуя об освящении собора в 1821 году.
В 1852—1893 годах настоятелем собора был знаменитый проповедник протоиерей Неофит Петрович Мышкин (1823—1893).
С октября 1894 года должность настоятеля собора занимал иерей (с 1906 — протоиерей) Павел Александрович Дернов (1870—1918), расстрелянный большевиками по обвинению в участии в антисоветском мятеже.
С 1997 года настоятелем Спасского собора был протоиерей Сергий Лепихин (как приписанный к Покровскому собору), затем его сменил иеромонах Гавриил (Лепихин).
С июня 2021 года по настоящее время настоятелем Спасского собора является иеромонах Кирилл (Забавнов). 

## Часовня святого Александра Невского

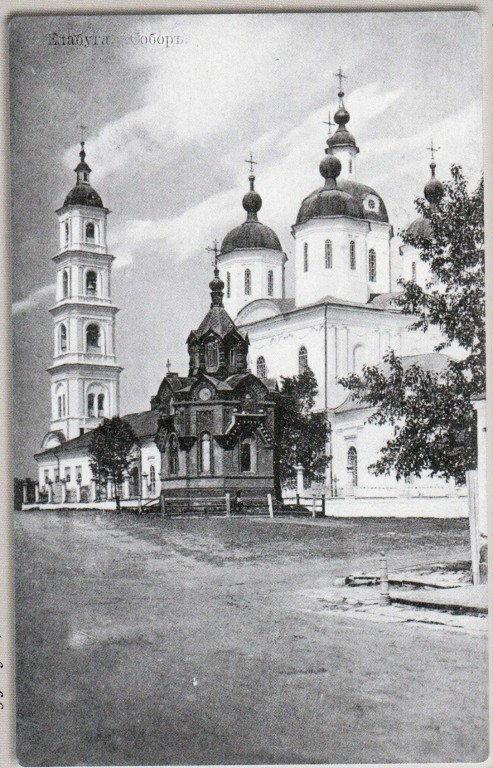
Часовня святого Александра Невского на фоне Спасского собора, начало XX века

К юго-востоку от Спасского собора, за соборной оградой находится часовня святого Александра Невского.
Она построена в 1876—1878 годах на месте старых каменных церквей — Спасской и Казанской Божией Матери, разобранных в 1820 году после возведения Спасского собора. Часовня строилась на благотворительной основе за счёт средств елабужского купца 1-й гильдии Фёдора Прохоровича Гирбасова и впоследствии относилась к Спасскому собору.
С архитектурной точки зрения часовня святого Александра Невского представляет собой яркий образец русского стиля. Это небольшое восьмигранное в плане сооружение, построенное из красного кирпича, стоящее на высоком белокаменном цоколе, на вершине которого — световой фонарь в виде восьмерика под шатровой крышей, увенчанной небольшой главкой. Внутри часовни — сводчатое перекрытие. «Своды скрыты на фасаде путём поднятия килевидных и многолопастных арок на „дыньках“ и перекрытых в виде закомар. Декор, выполненный за счёт фигурной краснокирпичной кладки в мотивах псевдорусской архитектуры, дополняют белокаменные столбики — „дыньки“, украшенные цветным керамическим орнаментом».
8 июня 1987 года часовня святого Александра Невского получила статус памятника архитектуры регионального значения.

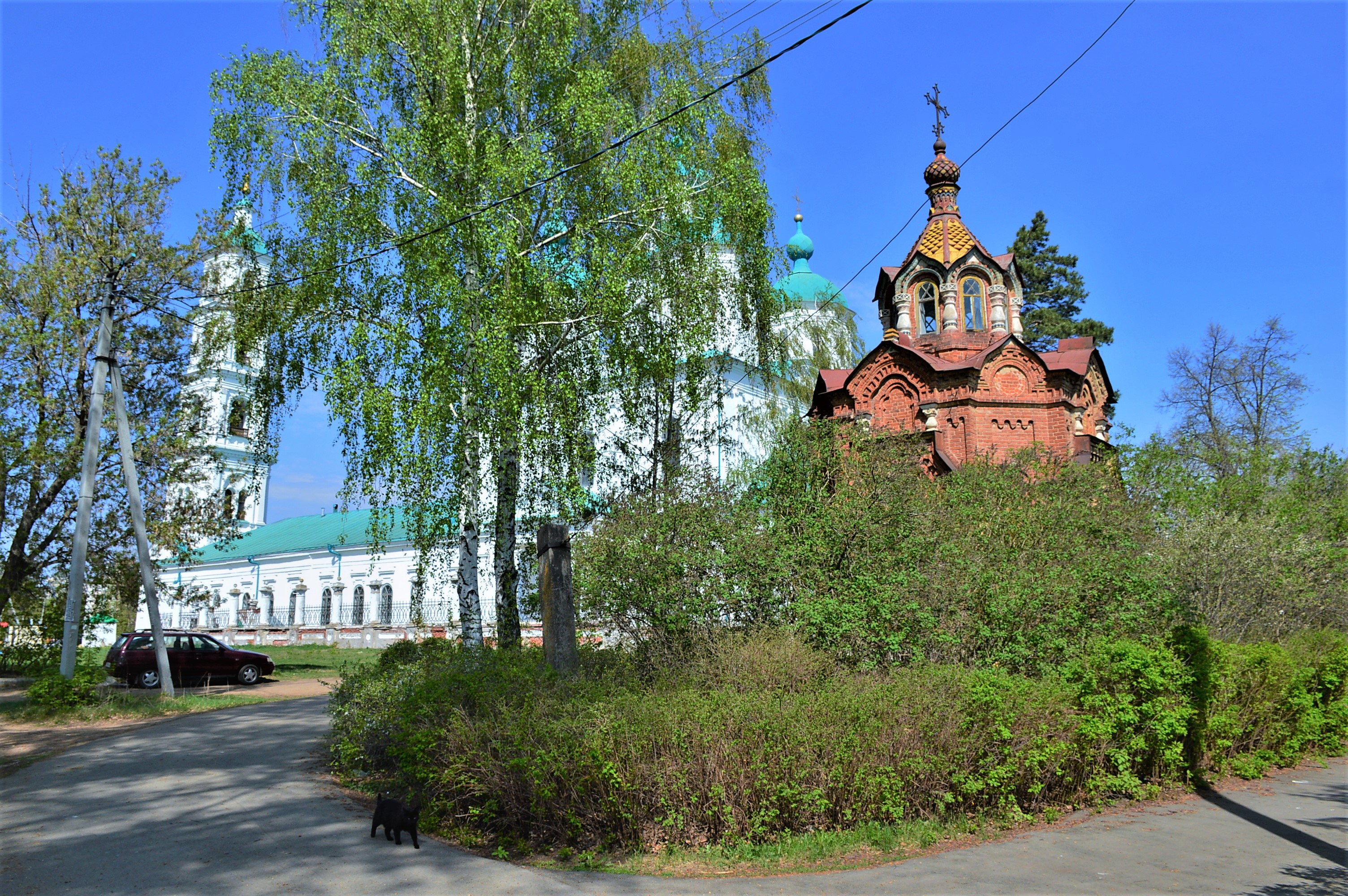
Часовня святого Александра Невского и Спасский собор
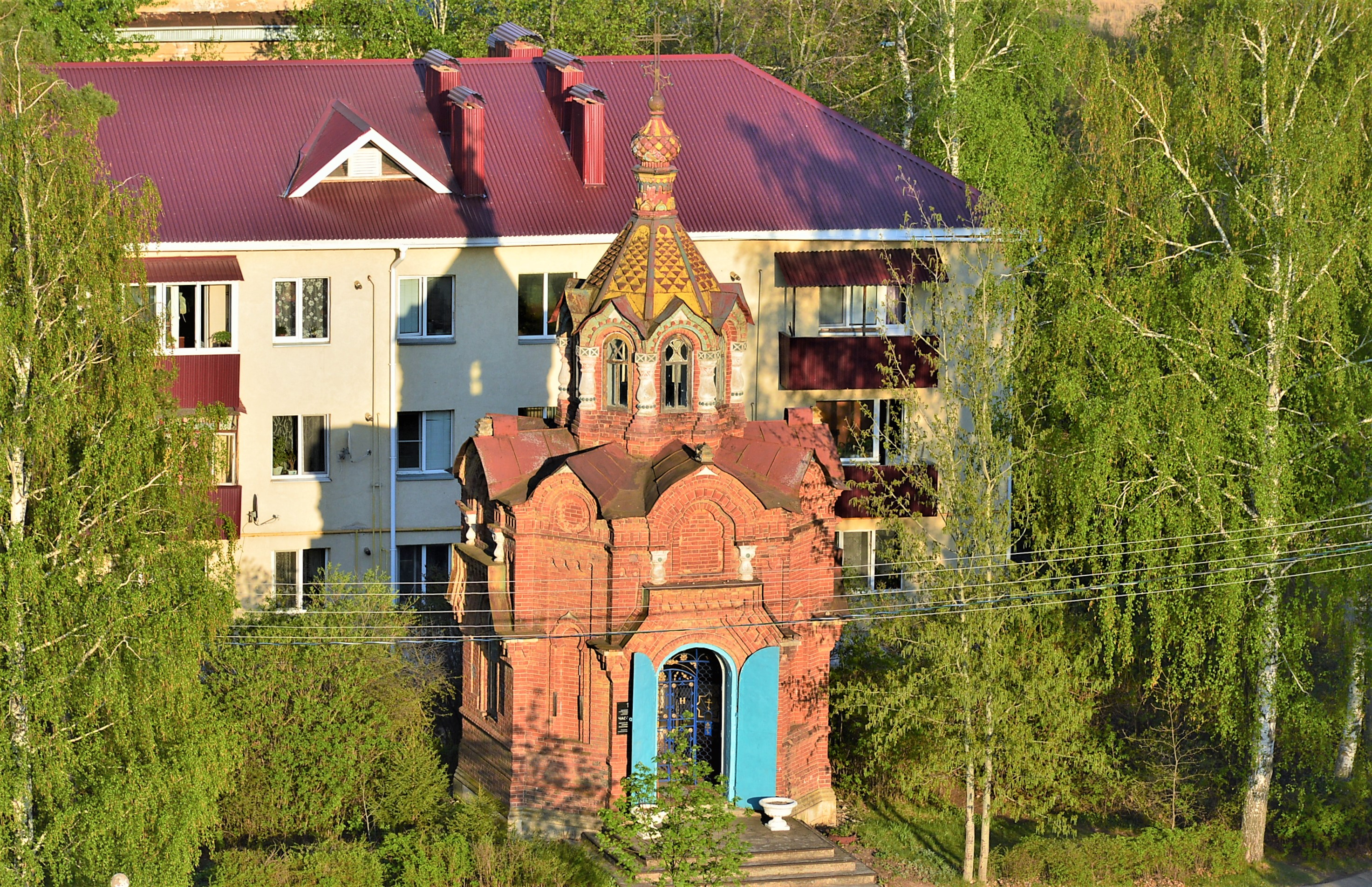
Вид на часовню с колокольни Спасского собора
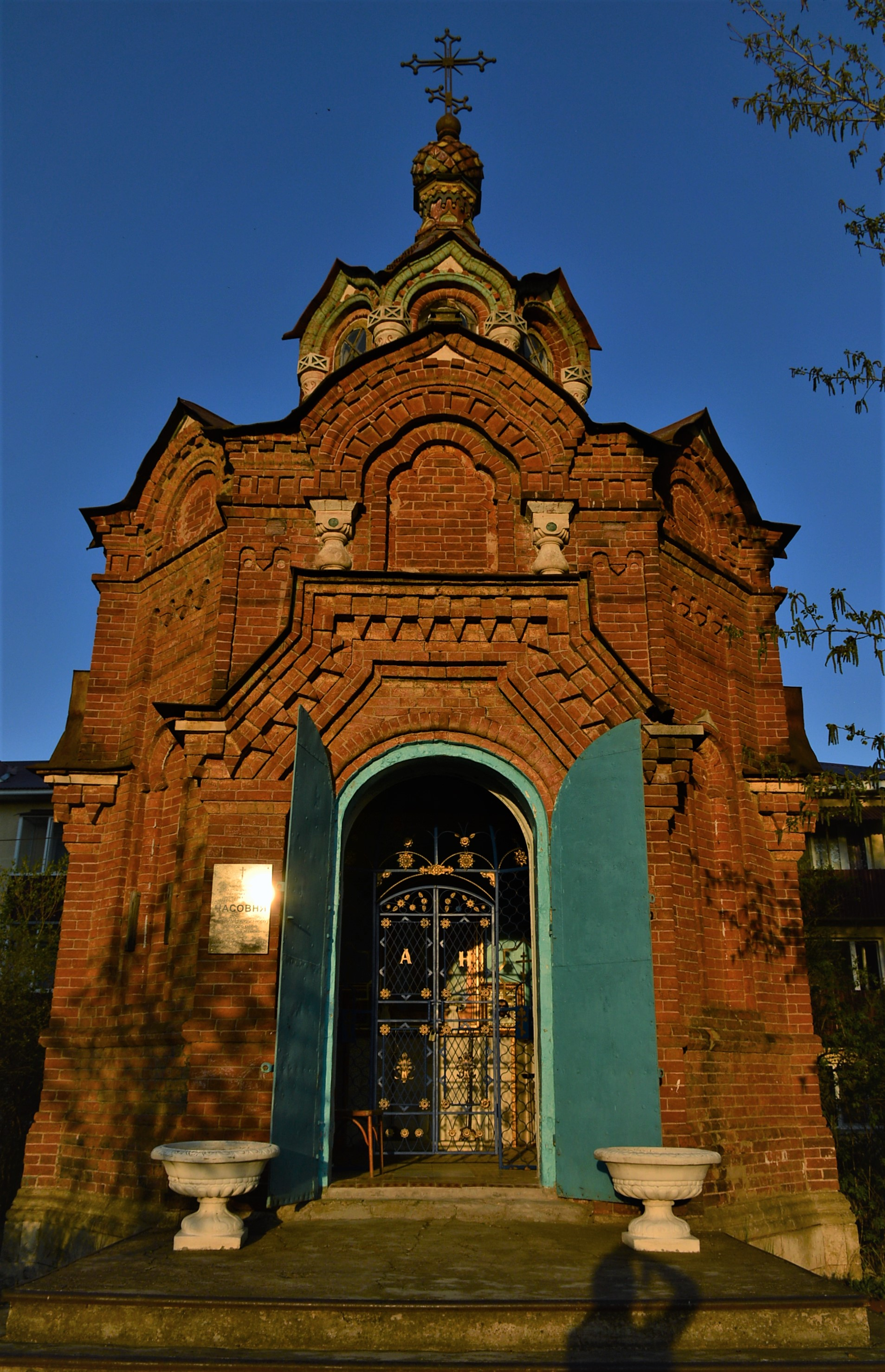
Вход в часовню
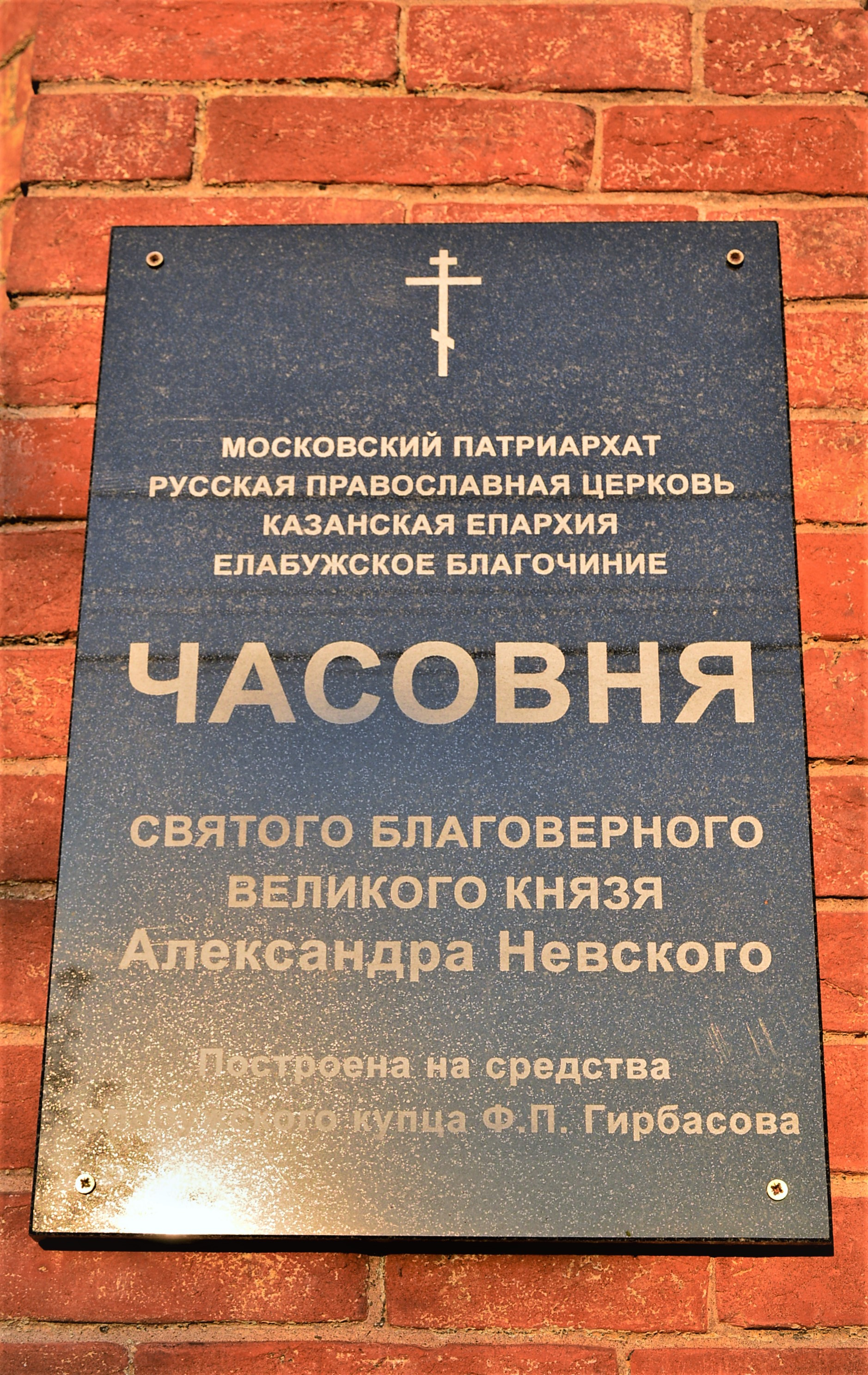
Информационая табличка
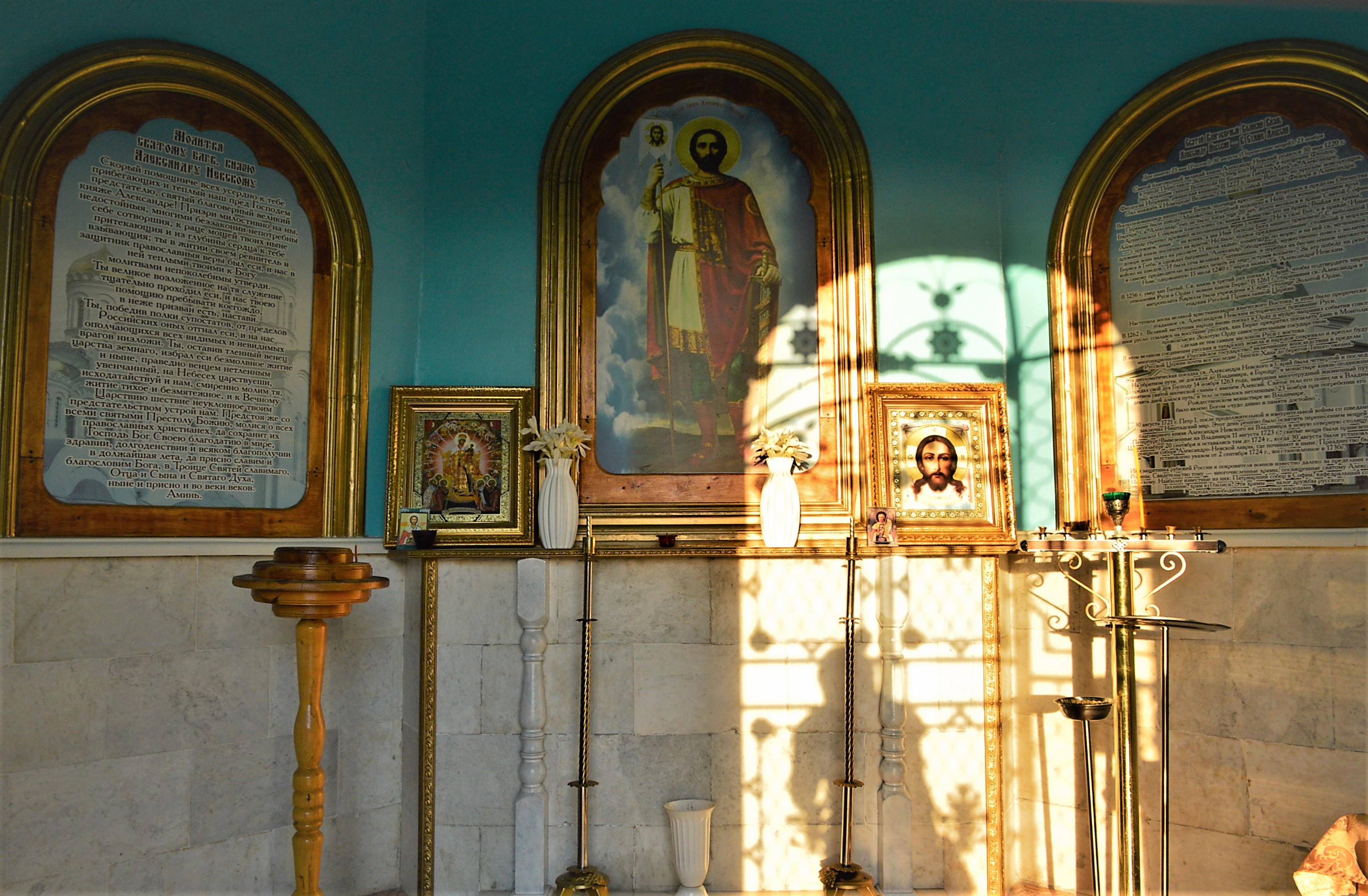
Интерьер часовни